# Relations entre la Côte d'Ivoire et le Maroc
La Côte d'Ivoire et le Maroc sont deux pays africains francophones, le premier est une république en Afrique subsaharienne et le second une monarchie en Afrique du nord. Les relations ivoiro-marocaines datent de l'établissement de relations diplomatiques en 1962, mais sous le règne de Mohammed VI elles se sont renforcées et sont en pleine expansion. Cet axe s'inscrit dans l'importance que Rabat accorde au développement des relations sud-sud, soit entre le Maroc et l'Afrique noire.
Elles sont marquées par deux foires économiques accueillant des investisseurs et accompagnées d'une série de traités. La première, tenue à Abidjan en 2014, aboutit à 26 accords de coopération portant sur les infrastructures, les logements sociaux, les ports, la pêche, l’agriculture, les mines et les secteurs touristiques, financiers et pharmaceutiques. La seconde, à Marrakech en 2015, voit la signature de seize accords en matière du commerce, de la sûreté, de la justice, des affaires islamiques, de l'enseignement, de la santé et de l'environnement. D'autres conventions de partenariat sont conclues en dehors de ces sommets.

## Économie
Les échanges économiques entre les deux pays ont triplé entre 2009 et 2013,. Des entreprises marocaines (surtout dans les secteurs financier, énergétique et immobilier), se sont installées en Côte d'Ivoire, alors que ce dernier est le huitième fournisseur et cinquième client du royaume.

## Coopération universitaire
La formation est un élément central de la coopération des deux pays. De nos jours le Maroc accueille 3000 étudiants ivoiriens dans ses hautes écoles.[réf. nécessaire]

## Coopération religieuse
Le 5 avril 2024, conformément aux instructions du souverain du Maroc, le roi Mohammed VI, la Fondation Mohammed VI des oulémas africains procède, en collaboration avec les autorités ivoiriennes compétentes, notamment le Conseil supérieur des Imams, des Mosquées et des Affaires islamiques et la Section ivoirienne de la Fondation, à l'inauguration officielle de la mosquée Mohammed-VI d'Abidjan lors de la prière du vendredi le 5 avril 2024,. Une veillée religieuse en commémoration de Laylat al-Qadr (la Nuit du destin) est célébrée au sein de la mosquée le jour de son inauguration,.

## Coopération militaire
En mai 2025, le Maroc et la Côte d'Ivoire signent leur premier accord de coopération militaire. L'accord prévoit un renforcement des échanges dans plusieurs domaines (formation, entraînement commun, santé militaire, assistance technique, échange d'expertise), entre les Forces armées royales et les Forces armées de Côte d'Ivoire.